# Camponotus alboannulatus
Camponotus alboannulatus är en myrart som beskrevs av Mayr 1887. Camponotus alboannulatus ingår i släktet hästmyror, och familjen myror.

## Underarter
Arten delas in i följande underarter:
- C. a. alboannulatus
- C. a. montanus
- C. a. nessus